# 田中康政
田中 康政（たなか やすまさ）は、安土桃山時代から江戸時代前期にかけての武将。筑後国初代国主・田中吉政の子。

## 生涯
田中吉政の子として誕生した。父・吉政が関ヶ原の戦いでの功績により筑後柳河藩に封じられると、慶長6年（1601年）9月に筑紫広門が築いた福島城（現在の八女公園）の大規模な改修・拡張を行い、3万石を与えられた康政が城主として入った。慶長14年（1609年）2月に吉政が死去すると、口訥の病（吃音症）があり病身で虚弱であった康政に代わって、世嗣となっていた弟の忠政が家督を継いだ。
慶長20年（1615年）の大坂夏の陣に際して遅参した忠政について康政は、忠政が豊臣方に内通していた疑いがあると江戸幕府に訴え出た。急ぎ江戸に出府した忠政は藩邸で謹慎し、重臣・田中采女が幕府の要職者に弁明して事なきを得たが、幕府は訴え出た康政を咎めず、分知して別家を立てさせるという裁定を下した。元和3年（1617年）、忠政からの願い出という形で、生葉郡・竹野郡2郡および山本郡半郡で3万石を分知された。
元和6年（1620年）に忠政が死去して田中家が改易されると、康政も所領を失った。近江国で1万石を賜ったが辞したとされ、これは弟を誣告したことを恥じたためという。
その後、洛外に隠棲し、間もなく死去した。